# Clinocentrus mellipes
Clinocentrus mellipes är en stekelart som först beskrevs av William Harris Ashmead 1891.  Clinocentrus mellipes ingår i släktet Clinocentrus och familjen bracksteklar. Inga underarter finns listade i Catalogue of Life.